# Listă de filme în genul mister din anii 1960
Aceasta este o listă de filme în genul mister din anii 1960
- Scent of Mystery (1960)
- Murder, She Said (1961)
- Charade (1963)
- The Girl Hunters (1963)
- The Pink Panther (1963)
- The List of Adrian Messenger (1963)
- A Shot in the Dark (1964)
- The Moon-Spinners (1964)
- Murder Ahoy! (1964)
- The Alphabet Murders (1965)
- Murder Most Foul (1965)
- Sylvia (1965)
- Ten Little Indians (1965)
- That Darn Cat! (1965)
- The Third Day (1965)
- Alphaville (1965)
- Blowup (1966)
- The Glass Bottom Boat (1966)
- Caprice (1967)
- Tony Rome (1967)
- Gunn (1967)
- Warning Shot (1967)
- In the Heat of the Night (1967)
- Lady In Cement (1968)
- Madigan (1968)
- The Detective (1968)
- Bullitt (1968)
- P.J. (1968)
- Rogues' Gallery (1968)
- Inspector Clouseau (1968)
- Never a Dull Moment (1968)
- The Big Bounce (1969)
- Marlowe (1969)